# It's alright, it's OK
«It's alright, it's OK» —en español: «Está bien, de acuerdo»—  es el primer sencillo del segundo álbum Guilty Pleasure, de la cantante y actriz estadounidense Ashley Tisdale. El sencillo fue lanzado oficialmente en radios y descarga digital el 14 de abril de 2009 en Estados Unidos. 
La canción está escrita y producida por el grupo de productores suecos Twin, compuesto por Joacim Persson y Niclas Molinder. La canción fue su tercer Top 20 hit en Alemania y archivo su primer Top 40 hit en Europa, además de ser certificada oro en Austria por ventas superiores a las 60 000 copias en ese país.

## Información de la canción
En una reciente entrevista para la revista Cosmopolitan, Tisdale anunció el nombre del álbum y ella también dio a concoer dos nombres de canciones incluidas en este disco "Hot Mess" y "How Do You Love Someone?", en donde la primera aparece señalada como "The one single" dentro del mismo artículo en la revista, por lo que se rumoreó que sería el primer sencillo del álbum, pero más tarde el rumor fue aclarado en su página web oficial.
El 3 de marzo de 2009 se oficializó la noticia que el primer sencillo oficial del álbum será "It's Alright, It's OK" el cual será lanzado en radio el próximo 14 de abril de 2009 en Estados Unidos. La canción tenía como fecha original de lanzamiento en descarga digital para el 17 de marzo de 2009, pero que por razones desconocidas esto fue retrasado y finalmente lazando el 14 de abril. La canción es un himno valiente sobre una ruptura, de ser único y de tomar el control de tu vida por primera vez .- "Me encanta las canciones de rupturas", admite Tisdale a la prensa durante el lanzamiento del sencillo. Esta canción marca su cambio de género de su anterior álbum, compuesto de pop, dance, R&B contemporáneo, en la cual contiene guitarras y elementos de electrónica, impulsada por pop-rock, power pop, y electropop.
El día 7 de abril de 2009, fue estrenado en exclusiva vía MySpace, el segundo "preview" oficial del sencillo. La canción fue estrenada en exclusiva en el programa On Air with Ryan Seacrest de la radio KIIS-FM, en Los Ángeles, Estados Unidos en donde Tisdale estuvo ella misma presentando el sencillo. La canción está escrita y producida por el grupo de productores suecos, compuesto por Joacim Persson y Niclas Molinder.

## Video musical
De acuerdo al sitio web petershow.com, quienes reportearon de manera exclusiva que Ashley Tisdale estará filmando el video musical para su nuevo sencillo, "It’s Alright, It’s OK" muy pronto, asegurando que antes de abril de 2009 el video estaría finalizado, además comentan que la trama será muy ardiente. Tisdale dio a conocer en su propio blog oficial que video está dirigido por Scott Speer, mismo director de sus anteriores videos "He Said She Said", "Not Like That" y "Suddenly", el cual comentó estar trabajando en la producción de este por más de tres meses.
El video fue finalmente filmado el día 20 de marzo en una mansión de Beverly Hills en Los Ángeles, California, la grabación de este duró dos días. Dentro del video musical, cumpliendo el rol de exnovio de Tisdale, aparece el actor Adam Gregory, conocido por sus actuaciones en 90210, 17 Again y Hannah Montana: La Película.
El estreno simultáneo del video fue el día 21 de abril de 2009, por medio de 2 de los grandes sitios de búsqueda música, Yahoo.com y MySpace, MTV grabó un nuevo episodio de Making the Video, con el backstage del video musical, el cual fue estrenado la misma semana. El primer vistazo al video fue realizado en exclusiva por el sitio de la revista People, el cual mostró imágenes del video musical junto con una entrevista.
El video musical comenzó a ser mostrado en más de 6.600 salas de cine en los Estados Unidos desde el 24 de abril hasta el 28 de mayo de 2009.

### Listas de videos musicales
| Listas (2009)               | Posiciones |
| --------------------------- | ---------- |
| MTV Centro Los 10 + pedidos | 2          |
| MTV Norte Los 10 + pedidos  | 1          |
| MTV Sur Los 10 + pedidos    | 1          |

## Formato y lista de canciones
Sencillo Digital Warner Bros. Records B0026B6E4W (WEA)
Lanzamiento: 14 de abril de 2009
| Descarga digital |                         |               |       |
| 1                | "It's Alright, It's OK" | Album Version | 02:59 |

 Remixes EP Warner Bros. Records B0027028R4 (WEA)
Lanzamiento: 5 de mayo de 2009
| Promo CD Remixes |                         |                               |       |
| 1                | "It's Alright, It's OK" | Dave Audé Radio               | 03:57 |
| 2                | "It's Alright, It's OK" | Johnny Vicious Radio Club Mix | 03:19 |
| 3                | "It's Alright, It's OK" | Von Doom Radio Mix            | 04:15 |

 Wal-Mart Single Warner Bros. Records B0026B6E4W (WEA)
Lanzamiento: 23 de junio de 2009
| CD Single |                         |               |       |
| 1         | "It's Alright, It's OK" | Album Version | 02:59 |
| 1         | "It's Alright, It's OK" | Music Video   | 03:15 |

 Sencillo 2-Tracks Warner Bros. Records B0027028M4 (WEA)
Lanzamiento: 22 de mayo de 2009
| CD Single |                         |                 |       |
| 1         | "It's Alright, It's OK" | Album Version   | 02:59 |
| 2         | "Guilty Pleasure"       | Non-Album Track | 03:16 |

 Maxi Single Warner Bros. Records B0027028R4 (WEA)
Lanzamiento: 22 de mayo de 2009
| Maxi Single |                         |                         |       |
| 1           | "It's Alright, It's OK" | Album Version           | 02:59 |
| 2           | "Guilty Pleasure"       | Non-Album Track         | 03:16 |
| 3           | "It's Alright, It's OK" | Dave Audé Radio Mix     | 06:58 |
| 4           | "It's Alright, It's OK" | Johnny Vicious Club Mix | 07:58 |
| 5           | "It's Alright, It's OK" | Music Video             | 03:15 |

```
Promo Remixes
 
Warner Bros. Records
 B0027028R4 (
WEA
)
Lanzamiento: 27 de mayo de 2009
```

| Promo CD Remixes |                         |                              |       |
| 1                | "It's Alright, It's OK" | Single Version               | 02:59 |
| 2                | "It's Alright, It's OK" | Dave Audé Club Mix           | 06:58 |
| 3                | "It's Alright, It's OK" | Dave Aude Dub                | 06:00 |
| 4                | "It's Alright, It's OK" | Jason Nevins Dubstrumental   | 06:51 |
| 5                | "It's Alright, It's OK" | Jason Nevins Extended Mix    | 06:51 |
| 6                | "It's Alright, It's OK" | Johnny Vicious Club Mix      | 07:58 |
| 7                | "It's Alright, It's OK" | Johnny Vicious Warehouse Mix | 07:09 |
| 8                | "It's Alright, It's OK" | Von Doom Club Mix            | 05:26 |
| 9                | "It's Alright, It's OK" | Von Doom Mixshow             | 04:34 |

## Promoción

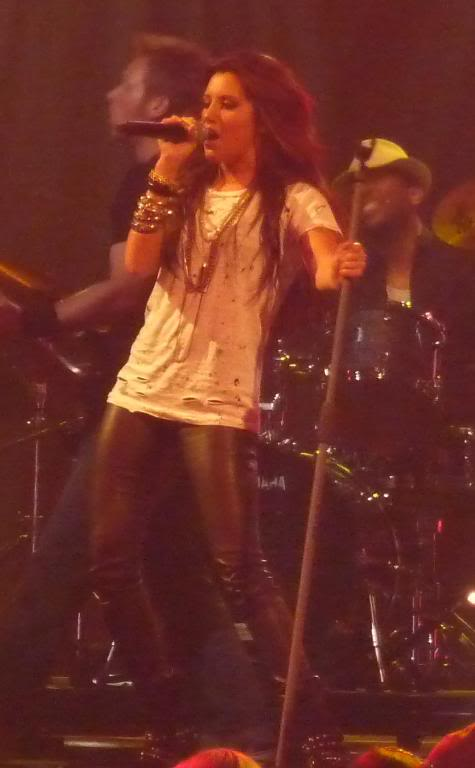
Ashley Tisdale cantando "It's Alright, It's OK" en los Comet Awards 2009 en Alemania.

Tisdale inició la promoción del sencillo el mismo día de lanzamiento, en donde confirmó dos visitas a radios en Los Ángeles, Estados Unidos, la primera fue en la radio KIIS-FM, en el programa On Air with Ryan Seacrest de la radio KIIS-FM, en Los Ángeles, Estados Unidos en donde Tisdale estuvo ella misma presentando el estreno del sencillo, junto con una entrevista exclusiva por Ryan Seacrest, ese mismo día Tisdale visitó los estudios de Radio Disney en esa misma ciudad, para la presentación del sencillo, y al igual que en la primera esto incluyó una entrevista extendida.

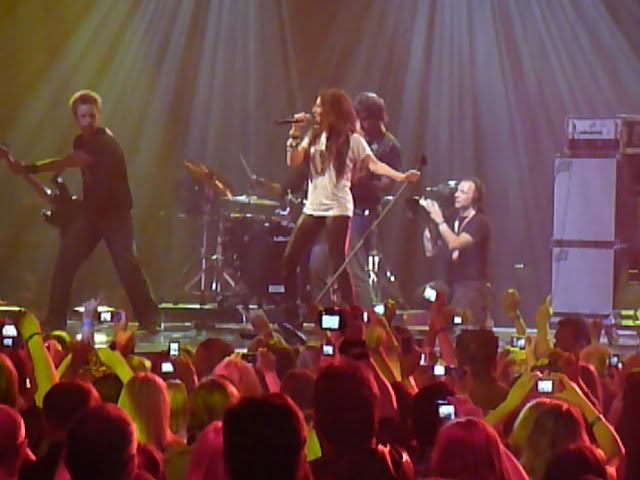
Ashley Tisdale cantando "It's Alright, It's OK" en los Comet Awards 2009 en Alemania.

El día lunes 11 de mayo de 2009, la canción apareció como parte de la serie de MTV The Hills, ese mismo día Tisdale estuvo realizando una pequeña presentación acústica de la canción más otras nuevas pistas de Guilty Pleasure en la radio Y100 de Miami, además estreno en exclusiva para sus fanes un adelanto de las canciones "Masquerade" y "Acting Out". El día 16 de mayo de 2009, el video del sencillo, fue presentado durante el intermedio de las presentaciones del evento Z100's Zootopia en Nueva York. Tisdale estuvo presentándose en vivo en los premios Viva COMET 2009 en Alemania. La cantante y actriz estadounidense estuvo también cantando el día 29 de mayo de 2009 en el escenario de los COMET en el König-Pilsener-Arena, en donde interpretó la canción como parte del show principal en la premiación.
El día 13 de junio de 2009, Tisdale hizo una aparición en el programa alemán Wetten, dass..?, en donde realizó una presentación en vivo de la canción, justo un día después del lanzamiento oficial del álbum Guilty Pleasure en ese país. El próximo 16 de junio de 2009, Tisdale se estuvo presentando en un concierto exclusivo para el programa estadounidense de ABC Good Morning America, y el 30 de julio de 2009, ella se presentará en el programa The View.  El 19 de agosto de 2009, ella cantó en vivo el sencillo en el programa de televisión estadounidense de NBC America's Got Talent. El 15 de octubre de 2009, Tisdale se presentó en vivo con esta canción en los Premios MTV Latinoamérica 2009 junto a artistas como Nelly Furtado, David Guetta con Kelly Rowland, 50 Cent y Paulina Rubio entre otros, la ceremonia se llevó a cabo en Los Ángeles, Estados Unidos.

## Recepción
Bill Lamb de About.com dijo:
Tisdale en su primer álbum en solitario Headstrong tomó medidas exageradas para tomar distancia de sus roles en la TV de Disney y para que la tomen en serio como un artista dance pop. "It's Alright, It's OK", con este triunfante sonido pop-rock, se propulsará aún más. Es un clásico pop con los acordes para crear un poco de tiempo intermedios. Los productores son el equipo sueco Twin que también escalaron las listas con su trabajo para V Factory. La mayoría de los fanes del pop, será inmediatamente un himno para ir más allá de las rupturas. Programadores de radio pop tomar nota. ()
Stephanie Bruzzese de Commonsense Media dijo:
Esta canción es el primer sencillo del álbum Guilty Pleasure de Ashley Tisdale - una estrella de las populares películas High School Musical. Se rumorea que la canción es una respuesta de Tisdale a la reciente ruptura con Jared Murillo chico de la banda V Factory, pero su mensaje sobre el amor perdido, sin duda, logra un acorde con muchos de sus jóvenes fanes que han experimentado sus propios problemas amorosos. La letra sin tener un contenido muy profundo. da cuenta de que más de alguien la engañó. Cookie-cutter es el término que viene a la mente al escuchar este tema. Al igual que muchos otros jóvenes cantantes de hoy, la voz de Tisdale es pasable sin ser excepcional, con un sonido que recuerda un poco a Britney Spears. Los ganchos pegadizos ligeramente dan un sonido muy parecido a los de Kelly Clarkson en su sencillo "My Life Would Suck Without You", aunque la voz de Tisdale están muy lejos de ser tan fuerte como la de Clarkson. ()
Ruth Harrison de Female First UK dijo:
Hasta escuchar este CD, el único recuerdo que tenía de Ashley Tisdale era su fascinante actuación de la canción "Humuhumunukuapua'a" en High School Musical 2, que me dejó totalmente sin por las palabras. Pero, ahora como ella misma tratando de hacerse un nombre en la industria de la música, es justo que olvidara su lado cómico como en actuaciones con Zac Efron y se diera una oportunidad de demostrar que tal vez puede ser la próxima Kelly Clarkson.
Así que, podría ser un poco rápido para juzgar a otra actriz tratando de ser un cantante, pero para ser sincera, este no es nada malo... bueno, en siento sentido es un poco Jonas Brothers con Kelly Clarkson y S Club 7 pero de alguna manera, parece funcionar. La reivindicación del amor a la música rock, es lo que logra captar esta chica linda con un intento de punk-rock con esta actitud de solista, y no tengo ninguna duda de que está preparado para ser un himno de verano, en un coche por lo menos... pero yo no creo que es bastante 'rock' para un festival en descargas aún. ()

### Reacción pública
La canción fue lanzada en formato de descarga digital y de radio el mismo día 14 de abril de 2009 en Canadá y los Estados Unidos. La canción ha sido declarada un futuro éxito por muchos críticos. Además en la página de iTunes Store la canción fue presentada en la sección «Nuevo y notable», ese mismo día la canción apareció rápidamente en la posición número 47 en Estados Unidos y número 25 en Canadá, En Europa al día siguiente la canción fue lanzada en algunos países ubicándose dentro del Top 100 iTunes en países como Francia, Suecia, Dinamarca y Noruega. La canción en parámetros radiales acumuló 0.169 millones de impresiones de audiencia en su primer día, y 0.353 millones de impresiones de audiencia en los 2 primeros días. La canción fue agregada a la parrilla radial de dos de las diez más importantes estaciones de radio en el país-KIIS de Los Ángeles, California (ubicándose en el número dos) y en Washington D. C. WITH (ubicándose en el número nueve) —estas radios marcan la influencia en otras estaciones de radio para agregar nuevas canciones en las semanas siguientes. El sencillo vendió más de 6000 ejemplares en las primeras horas de liberación en Estados Unidos.

## Rendimiento en las listas musicales de sencillos

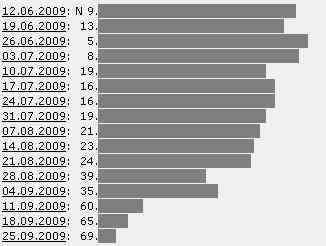
Trayectoria de «It's alright, it's OK» en la lista Top 75 de sencillos en Austria.

La canción en su primera semana de lanzamiento, apareció en dos listas. la primera aparición fue en la semana del 2 de mayo de 2009, en la lista Canadian Hot 100 de Canadá y en la lista Billboard Hot 100 de Estados Unidos, con una mínima recepción radial, ya que la fecha oficial de lanzamiento masivo en radios es el 28 de abril de 2009, sin embargo logró debutar en la posición 99 de la lista principal de sencillos de Estados Unidos —(en donde además logró vender 24,000 copias digitales en la primera semana, siendo una cifra no muy alta, pero aun así destacable para una canción sin promoción ni promoción radial alguna)— y número 85 en Canadá. El sencillo logró ubicarse también en los primeros días en las listas de iTunes Store, de la mayoría de los países Europeos en donde este fue realizado. destacándose su aparición en países como España, Suecia, Dinamarca, Francia y Suecia, sin embargo la nula reproducción en la radio emisoras locales ha impedido la aparición de la canción en las listas oficiales de dichos países.
A mediados del mes de mayo, el sencillo logró rápidamente debutar en la posición número 82 en Chile y en la 38 en Suecia, además de ingresar por una semana en la lista Top 100 de Sencillos en España en la posición número 92. En Chile, sumando solo airplay radial, la canción logró rápidamente subir hasta la ubicación número 51, lo mismo ocurría en Brasil en donde lograba el aumento de posiciones más importantes de la semana del 23 de mayo de 2009, escalando desde el puesto número 91 al 22, para la semana subsiguiente colocarse en la posición número 18, con esto consigue la segunda mejor ubicación alcanzado por uno de sus sencillos solo superado por "Be Good To Me". El día 15 de mayo de 2009 la canción fue lanzada en formato digital vía iTunes en Alemania en donde rápidamente logra debutar en la posición número 20 para luego escalar hasta la 15, lo mismo ocurría en la lista de iTunes en Austria, en donde lograba ubicarse dentro de las 20 canciones más descargadas durante esos días.
El 24 de mayo de 2009, la canción fue lanzada oficialmente vía las tiendas Amazon y iTunes en formato digital en el Reino Unido, llegando en este lugar al Top 100 general y Top 50 en género pop, durante el primer día de liberación. durante esa misma semana logra ubicarse en los primeros lugares de las lista de iTunes Store de países como Alemania, Austria y Luxemburgo. En la semana del 6 de junio, Tisdale tiene el mejor regreso de un sencillo en la lista Canadian Hot 100 en la posición número 88, gracias al incremento en esa semana de las descargas digitales, que hicieron que la canción volviera a aparecer en la posición 60 de la digital de aquel país, al mismo tiempo en las listas de iTunes del Reino Unido e Irlanda, el sencillo se instalaba dentro de las 80 canciones más descargadas.
En la semana del 5 de agosto de 2009, la canción regresa en la ubicación número 82 del Billboard Hot Digital Songs de Estados Unidos, acumulando hasta esa fecha 180,000 descargas en ese país.

### Listas musicales de canciones
| América         |                        |            |     |     |   |    |            |
| Argentina       | Top 100 Singles        | 03-05-2009 | 91  | 43  | 2 | 21 | 20-09-2009 |
| Brasil          | Hot 100 Singles        | 16-05-2009 | 91  | 15  | 1 | 26 | 31-10-2009 |
| Canadá          | Canadian Hot 100       | 25-04-2009 | 85  | 74  | 1 | 5  | 08-08-2009 |
| Canadá          | Hot Digital Songs      | 25-04-2009 | 53  | 41  | 1 | 6  | 15-08-2009 |
| Chile           | Top 100 Singles        | 16-05-2009 | 82  | 20  | 1 | 18 | 05-09-2009 |
| Estados Unidos  | Hot 100                | 25-04-2009 | 99  | 99  | 1 | 1  | 25-04-2009 |
| Estados Unidos  | Pop 100                | 25-04-2009 | 71  | 71  | 1 | 6  | 20-06-2009 |
| Estados Unidos  | Hot Digital Songs      | 25-04-2009 | 68  | 68  | 1 | 2  | 08-08-2009 |
| Estados Unidos  | Hot Dance Club Play    | 13-06-2009 | 48  | 19  | 1 | 11 | 22-08-2009 |
| Estados Unidos  | Hot Singles Sales      | 04-07-2009 | 3   | 3   | 1 | 7  | 22-08-2009 |
| Estados Unidos  | Dance Singles Sales    | 04-07-2009 | 1   | 1   | 1 | 7  | 22-08-2009 |
| Estados Unidos  | Hot 200 Airplay        | 17-05-2009 | 168 | 143 | 1 | 2  | 24-05-2009 |
| Estados Unidos  | Pop 100 Airplay        | 25-04-2009 | 75  | 75  | 1 | 6  | 20-06-2009 |
| México          | Top 100 Singles        | 05-08-2009 | 95  | 31  | 1 | 7  | 20-09-2009 |
| Uruguay         | Top 40 Singles         | 16-08-2009 | 34  | 33  | 1 | 3  | 25-08-2009 |
| Europa          |                        |            |     |     |   |    |            |
| Alemania        | Top 100 Singles        | 15-06-2009 | 20  | 12  | 1 | 20 | 24-08-2009 |
| Austria         | Top 75 Singles         | 12-06-2009 | 9   | 5   | 1 | 16 | 25-09-2009 |
| Eslovaquia      | Top 100 Singles        | 04-07-2009 | 79  | 79  | 1 | 1  | 04-07-2009 |
| España          | Top 100 Singles        | 13-06-2009 | 92  | 92  | 1 | 1  | 13-06-2009 |
| Europa          | European Hot 100       | 13-06-2009 | 43  | 38  | 1 | 6  | 18-07-2009 |
| Europa          | Top 50 Digital Singles | 28-06-2009 | 28  | 28  | 1 | 1  | 28-06-2009 |
| Europa          | Euro 200               | 06-06-2009 | 127 | 52  | 1 | 15 | 26-09-2009 |
| Finlandia       | Top 20 Singles         | 27-06-2009 | 20  | 20  | 1 | 1  | 20-06-2009 |
| Italia          | Top 100 Singles        | 07-07-2009 | 99  | 99  | 1 | 1  | 07-07-2009 |
| Reino Unido     | UK Singles Chart       | 06-06-2009 | 107 | 104 | 1 | 4  | 27-06-2009 |
| República Checa | Top 100 Singles        | 16-05-2009 | 76  | 37  | 1 | 31 | 05-12-2009 |
| Rusia           | Top Airplay Singles    | 22-06-2009 | 320 | 215 | 1 | 6  | 02-08-2009 |
| Suecia          | Top 60 Singles         | 15-05-2009 | 38  | 38  | 1 | 3  | 06-05-2009 |
| Suiza           | Top 100 Singles        | 14-06-2009 | 42  | 30  | 1 | 4  | 05-07-2009 |
| Asia            |                        |            |     |     |   |    |            |
| Taiwán          | Top 10 Singles         | 06-07-2009 | 8   | 6   | 1 | 2  | 13-07-2009 |
| Mundo           |                        |            |     |     |   |    |            |
| Mundo           | Top 100 Singles        | 20-06-2009 | 48  | 48  | 1 | 4  | 11-07-2009 |
| Mundo           | Top 100 Airplay        | 20-06-2009 | 58  | 15  | 1 | 11 | 26-09-2009 |

## Certificaciones
| País    | Proveedor | Fecha      | Certificación | Tipo   | Ventas certificadas |
| ------- | --------- | ---------- | ------------- | ------ | ------------------- |
| Europa  |           |            |               |        |                     |
| Austria | IFPI      | 31-12-2009 | Oro           | Single | 60.000              |

### Listas musicales de fin de año
| América  |                 |     |      |
| Brasil   | Hot 100 Singles | 99  | 2009 |
| Europa   |                 |     |      |
| Alemania | Top 300 Singles | 101 | 2009 |
| Austria  | Top 75 Singles  | 70  | 2009 |

### Procesiones y sucesiones
| Predecesor: "Halo" de Beyoncé | Billboard Hot Dance Singles Sales — Sencillo N.º 1 3 de julio de 2009 — 25 de julio de 2009 | Sucesor: "Summertime Clothes" de Animal Collective |

## Personal y créditos
| Créditos de la canción - Voz principal – Ashley Tisdale. - Escrita – Niclas Molinder, Joacim Persson, Johan Alkenäs y David Jassy. - Producida – Twin y Alke. - Grabación respaldada – Brian Summer. - Ingeniero adicional – Matty Green - Guitarras – Joacim Persson y Johan Alkenäs. - Mezcla – Matty Green - Coros – Sibel Redzep - Producción vocal – Kelly Levesque | Créditos del Sencillo en CD - Ejecutiva de A&R: Tommy Page. - Producción ejecútiva: Lori Feldman, Tom Whalley - Dirección de arte: Julian Peploe - Fotografía: Roberto D'Este. |

## Historial de lanzamiento
| País           | Fecha               | Sello                          | Formato                                 |
| -------------- | ------------------- | ------------------------------ | --------------------------------------- |
| Estados Unidos | 14 de abril de 2009 | Warner Bros. Records           | Descarga digital, Radio                 |
| Chile          | 14 de abril de 2009 | WEA Internacional/Warner Music | Radio                                   |
| España         | 14 de abril de 2009 | WEA Internacional/Warner Music | Descarga digital, Radio                 |
| Hungría        | 15 de abril de 2009 | WEA Internacional/Warner Music | Descarga digital                        |
| Francia        | 16 de abril de 2009 | WEA Internacional/Warner Music | Descarga digital                        |
| Noruega        | 16 de abril de 2009 | WEA Internacional/Warner Music | Descarga digital                        |
| Dinamarca      | 16 de abril de 2009 | WEA Internacional/Warner Music | Descarga digital                        |
| Suecia         | 16 de abril de 2009 | WEA Internacional/Warner Music | Descarga digital                        |
| Alemania       | 15 de mayo de 2009  | WEA Internacional/Warner Music | Descarga digital                        |
| Alemania       | 29 de mayo de 2009  | WEA Internacional/Warner Music | Sencillo en CD, Radio                   |
| Reino Unido    | 1 de junio de 2009  | WEA Internacional/Warner Music | Descarga digital, Radio, Sencillo en CD |